# Şehzade Bayezid (hijo de Ahmed I)
Şehzade Bayezid (Estambul, 1 o 12 de diciembre de 1612 — Estambul, 27 de julio de 1635) fue un príncipe otomano, hijo del sultán Ahmed I.

## Biografía
Nacido en 1612, siendo hijo del sultán Ahmed I. Su madre identificada como una concubina de nombre desconocido. Normalmente se creía que la consorte de Ahmed, Mahfiruz Hatun, era su madre, pero esto es casi imposible.
Al igual que su medio hermano Osman II, creció junto con los hijos de Kösem Sultan, la consorte principal de su padre. Bayezid era muy apegado a su hermano Şehzade Kasım. En 1617, su padre fallece debido a una enfermedad. Posteriormente su demente tío, Mustafa I ascendió al trono, y debido a que se abolió la ley de fatricidio, pudo evitar ser ejecutado junto a sus demás hermanos.
En 1618 su tío Mustafa fue destronado y en su lugar pusieron a su hermano mayor Osman II en el trono.
En 1622, Osman fue cruelmente despojado de su título de padişah y fue torturado. Fue asesinado cruelmente en la torre de Yedikule. Esto había sido planeado por la madre de su tío, Halime Sultan. Mustafa fue nombrado nuevamente sultán pero su reinado no duró ni seis meses. El 10 de septiembre de 1623, su hermano Murad ascendió al trono con once años gracias a una conspiración.
Así, su madrastra Kösem fue nombrada regente del imperio, convirtiéndose en la primera mujer en dirigir el Imperio Otomano. Bayezid se convirtió en príncipe heredero luego de la ascensión de su hermano.

## Muerte
Sin embargo, el 27 de julio de 1635 fue ejecutado junto a su medio hermano, Şehzade Süleyman. Las órdenes fueron emitidas por su hermano Murad, las causas de su ejecución fueron desconocidas. Aunque probablemente Bayezid y Süleyman trataron de rebelarse o simplemente fue por la crueldad de Murad. Ambos fueron enterrados al lado de su padre en la Mezquita Azul.
En 1672 el famoso dramaturgo francés Jean Racine escribió una tragedia para conmemorar a este príncipe llamada Bayaceto (en francés: Bajazet).

## En la cultura popular
En la serie de televisión turca Muhteşem Yüzyıl: Kösem, Bayezid fue retratado de niño por el actor Berk Pamir. De adulto fue interpretado por el actor Yiğit Uçan.